# Rodilhan
Rodilhan é uma comuna francesa na região administrativa de Occitânia, no departamento de Gard. Estende-se por uma área de 4,69 km². Em 2010 a comuna tinha 3 045 habitantes (densidade: 649,3 hab./km²).